# 1500
Évszázadok: 14. század – 15. század – 16. század
Évtizedek: 1450-es évek – 1460-as évek – 1470-es évek – 1480-as évek – 1490-es évek – 1500-as évek – 1510-es évek – 1520-as évek – 1530-as évek – 1540-es évek – 1550-es évek
Évek: 1495 – 1496 – 1497 – 1498 –  1499 – 1500 – 1501 – 1502 – 1503 – 1504 – 1505

## Események
1500 a 15. század utolsó éve.

### Határozott dátumú események
- január 5. – Ludovico Sforza visszafoglalja Milánót, de a franciák újra elűzik.
- április 3. – VI. Sándor pápa engedélyezi II. Ulászló magyar király és Aragóniai Beatrix házasságának felbontását.[1]
- április 22. – Pedro Álvares Cabral portugál hajós felfedezi Brazília partvidékét és a területet Portugália birtokává nyilvánítja.[2]
- augusztus 9. – VI. Sándor pápa, a jubileumi szentévben elrendeli, hogy az egész keresztény világban, minden templomban délben harangozzanak.
- szeptember 20. –  VI. Sándor pápa bíborossá teszi Bakócz Tamást.[3]
- november 11. – A granadai szerződésben XII. Lajos francia király és II. Aragóniai Ferdinánd felosztja egymás között a Nápolyi Királyságot.[4]
- november 16. – Go-Kasivabara japán császár trónra lépése.

### Határozatlan dátumú események
- az év folyamán –
  - Európa népessége eléri a 60 milliót.
  - Kitör a háború Moszkva és Litván Nagyfejedelemség között.
  - VI. Sándor pápa keresztes hadjáratot hirdet a törökök ellen.
  - A hemmingstedti csatában János dán király serege vereséget szenved a dietmarscheni szabad parasztok seregétől.
  - A második lepantói csatában a Kemal Reis vezette török flotta legyőzi a velenceieket.
  - Diogo Dias portugál hajós felfedezi Madagaszkár szigetét.
  - Elkészül a legrégibb magyar csízió, versbe szedett naptár.

## Születések
- február 24. – Habsburg V. Károly (†1558)
- április 23. - Alexander Ales, skót teológus († 1565)
- november 3. – Benvenuto Cellini olasz szobrász, festő, író († 1571).
- II. Federico Gonzaga Mantova hercege († 1540).
- Hürrem, rutén származású oszmán válide, Nagy Szulejmán felesége († 1558)

## Halálozások
- május 29.
  - Bartolomeu Dias portugál hajós (* 1450 körül)
  - Thomas Rotherham yorki érsek (* 1423)
- július 19. – Mihály, Portugália, Kasztília és Aragónia trónörököse, I. Mánuel portugál király és Aragóniai Izabella asztúriai hercegnő fiaként I. Izabella kasztíliai királynő és II. Ferdinánd aragóniai király unokája (* 1498)
- augusztus - Aragóniai Alfonz, Bisceglie hercege, II. Alfonz nápolyi király törvénytelen fia (* 1481)